# Torasemid
Torasemid (ATC: C 03 CA 04) – lek moczopędny z grupy diuretyków pętlowych.
Charakteryzuje się dobrą biodostępnością (80–90%). Jego czas połowicznego rozpadu wynosi ok. 3,5 godziny.
Wskazania lecznicze są takie same jak innych diuretyków pętlowych. Ze względu na dłuższy czas działania ma mniej działań niepożądanych. Wykazuje efekty obniżania ciśnienia tętniczego w leczeniu nadciśnienia już w dawkach niedających wyraźnego działania moczopędnego.